# Tetragona perangulata
Tetragona perangulata är en biart som först beskrevs av Cockerell 1917.  Tetragona perangulata ingår i släktet Tetragona och familjen långtungebin. Inga underarter finns listade i Catalogue of Life.